# Rocket Sneaker / One × Time
Singles de Ai Ōtsuka
Pocket
(2007) Kurage, Nagareboshi
(2008)
Rocket Sneaker / One × Time (ロケットスニーカー / One×Time) est le 17esingle de Ai Ōtsuka sorti sous le label Avex Trax le 21 mai 2008 au Japon. Il atteint la 4e place du classement de l'Oricon. Il se vend à 30 382 exemplaires la première semaine, et reste classé pendant 11 semaines, pour un total de 44 428 exemplaires vendus.
Rocket Sneaker a été utilisé comme campagne publicitaire pour music.jp et comme thème musical pour l'émission Sanma no Manma; One × Time a été utilisé comme campagne publicitaire pour White Pore de POND. Rocket Sneaker et One × Time se trouvent sur l'album Love Letter.

## Liste des titres
| 1. | Rocket Sneaker (ロケットスニーカー)                | 4:04 |
| 2. | One × Time                                         | 4:11 |
| 3. | Sora to Kujira (空とくじら)                        | 4:47 |
| 4. | Rocket Sneaker (instrumental) (ロケットスニーカー) | 4:03 |
| 5. | One × Time (instrumental)                          | 4:09 |

| 1. | Rocket Sneaker (ロケットスニーカー) |  |

### Interprétations à la télévision
- Music Japan (22 mai 2008)
- Music Station (23 mai 2008)
- NHK Special Live (24 mai 2008)
- BS2 (24 mai 2008)
- CDTV (25 mai 2008)
- Melodix! (25 mai 2008)
- Hey! Hey! Hey! (26 mai 2008)
- Utaban (29 mai 2008)
- Music Fighter (30 mai 2008)
- Music Station (6 juin 2008)
- Music Fair 21 (7 juin 2008)